# Invisible (亨特·海耶斯歌曲)
《Invisible》是乡村歌手亨特·海耶斯收录于第二张专辑的一支歌曲，由海耶斯与Bonnie Baker和Katrina Elam合写，而制作工作由海耶斯与Dann Huff完成。海耶斯在第56届格莱美颁奖典礼上表演了《Invisible》。歌曲于2014年1月26日在iTunes上作为专辑第一支单曲发行。

## 背景
歌曲受启发于海耶斯自身受到欺凌的经历。在Entertainment Tonight采访中，海耶斯声称自己在学校中不合群并将自己描述为“I was a total geek, I was a total nerd.”。

## 评价
这首歌曲普遍受到了正面的评价。 Billy Dukes称歌曲是对于个人的脆弱性“复杂而令人满意的表达”，并赞扬海耶斯为自己的格莱美表演选择了表现个人信息的歌曲。 Markos Papadatos of Digital Journal was complimentary of both the “情绪化、强有力、充满启发性”的歌词和海耶斯的“信念（conviction）”，并提到这是海耶斯首支表现个人成长与成熟性的作品。《卫报》的Brian Braiker 说"the song is anodyne, safe and bland. It’ll do fine."

## 包含曲目
数字下载
1. "Invisible" – 4:36

## 榜单表现
Template:US Billboard Country Digital
| 榜单名(2013年)                    | 最高排名 |
| --------------------------------- | -------- |
| 加拿大（Canadian Hot 100）        | 26       |
| 美国（《告示牌》百大單曲榜）      | 44       |
| 美國（《告示牌》热门乡村歌曲榜）  | 4        |
| 美國（《告示牌》Country Airplay） | 26       |

## 发行时间与地区
| 国家   | 日期          | 发行格式     | 唱片公司 |
| ------ | ------------- | ------------ | -------- |
| 加拿大 | 2014年1月26日 | 数位音乐下载 | Atlantic |
| 美国   | 2014年1月26日 | 数位音乐下载 | Atlantic |